# 圣欧费米娅 (西班牙)
圣欧费米娅（西班牙語：Santa Eufemia），是西班牙安达卢西亚自治区科尔多瓦省的一个市镇。总面积187平方公里，总人口1079人（2001年），人口密度6人/平方公里。